# Delphiniobium violisuctum
Delphiniobium violisuctum är en insektsart som beskrevs av Ge-Xia Qiao och G.-x. Zhang 2000. Delphiniobium violisuctum ingår i släktet Delphiniobium och familjen långrörsbladlöss. Inga underarter finns listade i Catalogue of Life.